# Língua adigue
A língua adigue (адыгэбзэ, adygebze, adəgăbză) é uma das duas línguas oficials da república da Adigueia, parte da Federação Russa, juntamente com o russo. É falada por diversas tribos adigues: Abzekh, Adamey, Bzhedugh; Hatukuay, Kemirgoy, Makhosh; Natekuay, Shapsigh, Zhane, e Yegerikuay, cada qual com seu próprio dialeto. A língua é chamada por seus falantes de adygebze ou adəgăbză, daí o termo adigei.
Aparentemente, há uns 125.000 falantes da língua no território adigue na Rússia, quase todos tendo-a como língua materna. Ao redor do mundo é provável que seja falada por cerca de 300.000 indivíduos. A maior comunidade de falantes fora da Rússia fica na Turquia, para onde se dirigiu a grande maioria do povo adigue depois da Guerra do Cáucaso.
O adigue pertece à família das línguas caucasianas do noroeste. O cabardino é uma língua muito próxima, considerada por alguns como um dialeto do adigue. O ubykh, abecásio, e o abaza também são muito semelhantes.
A língua foi padronizada após a Revolução Russa. Desde 1938 é escrita com o alfabeto cirílico. Antes, era escrita ou com o alfabeto latino ou com o alfabeto árabe.

## Literatura
Entre os principais autores destacam-se o ashug (bardo) Cuj Alievitx Teutxezh, autor de Niafoko urysbij (1939), Tambot Kerashev (1902) com Xambul (1934), Akhmet Katkov (1901-1937), M. Parmuk (1912) com Uraza (1929), A. Eutykh (1915) com Aul psybe (1950), Kh. Andrukhzev (1921-1946), A. Udzhukhu (1912-1943), D. Tuguz (1918-1943), A. Gadagatl (1922), I. Mashbash (1930), Kh. Beretar' (1931), Iu. Tliusten (1913) e T. Tsei (1890-1936) com Kochas (1925) e Femyi (1933). Também se destacam os cherquesos Umar Bersei, Kh. Abudov (1901-1937), M. Dyshekov (1902-1937), I. Amirikov (1909), e Kh. Gashokov (1913) com Zaukhat (1959).

## Amostras de texto
| John 1:1-5 em adigue | Transliterção | Tradução Portuguesa |
| --- | --- | --- |
| Ублапӏэм ыдэжь Гущыӏэр щыӏагъ. Ар Тхьэм ыдэжь щыӏагъ, а Гущыӏэри Тхьэу арыгъэ. Ублапӏэм щегъэжьагъэу а Гущыӏэр Тхьэм ыдэжь щыӏагъ. Тхьэм а Гущыӏэм зэкӏэри къыригъэгъэхъугъ. Тхьэм къыгъэхъугъэ пстэуми ащыщэу а Гущыӏэм къыримыгъгъэхъугъэ зи щыӏэп. Мыкӏодыжьын щыӏэныгъэ а Гущыӏэм хэлъыгъ, а щыӏэныгъэри цӏыфхэм нэфынэ афэхъугъ. Нэфынэр шӏункӏыгъэм щэнэфы, шӏункӏыгъэри нэфынэм текӏуагъэп. | Ublāṗăm ədăžʼ G˚šʼəʾăr šʼəʾāġ. Ār Tḥăm ədăžʼ šʼəʾāġ, ā G˚šʼəʾări Tḥăw ārəġă. Ublāṗăm šʼeġăžʼāġăw ā G˚šʼəʾăr Tḥăm ədăžʼ šʼəʾāġ. Tḥăm ā G˚šʼəʾăm zăč̣ʼări qəriġăġăꭓ˚ġ. Tḥăm qəġăꭓ˚ġă pstăwmi āšʼəšʼăw ā G˚šʼəʾăm qəriməġġăꭓ˚ġă zi šʼəʾăp. Məč̣ʼodəžʼən šʼəʾănəġă ā G˚šʼəʾăm xăłəġ, ā šʼəʾănəġări c̣əfxăm năfənă āfăꭓ˚ġ. Năfənăr ṣ̂˚nč̣ʼəġăm šʼănăfə, ṣ̂˚nč̣ʼəġări năfənăm teḳ˚āġăp. | No princípio era o Verbo, e o Verbo estava com Deus, e o Verbo era um deus. Este estava no princípio com Deus. Todas as coisas passaram a existir por meio dele, e fora dele nem sequer uma coisa passou a existir. O que passou a existir por meio dele foi a vida, e a vida foi a luz dos homens. E a luz brilha nas trevas, mas as trevas não a dominaram. |

| Al-Fatiha em aidgue | Transliteração | Tradução Portuguesa | original em árabe |
| --- | --- | --- | --- |
| 1. Алахьэу гукӏэгъушӏэу, гукӏэгъу зыхэлъым ыцӏэкӏэ! 2. Зэрэдунае и Тхьэу Алахьым щытхъур ыдэжь, 3. Гукӏэгъушӏэу, гукӏэгъу зыхэлъэу, 4. Пщынэжь мафэр зиӏэмырым! 5. Шъхьащэ тэ къыпфэтэшӏы, тыолъэӏу О ӏэпыӏэгъу укъытфэхъунэу! 6. Гъогу занкӏэм О тырыщ, 7. Шӏу О зыфэпшӏагъэхэм ягъогу нахь, губж лъэш зыфэпшӏыгъэхэр зытетхэр арэп, гъощагъэхэр зытетхэри арэп. | 1. Ālāḥăw g°č̣′ăġ°ṣ̂ăw, g°č̣′ăġ° zǝxălъǝm ǝc̣ăč̣′ă! 2. Zărădwnāe i Tḥăw Ālāḥǝm šʹǝtx°r ǝdăž′, 3. G°č̣′ăġ°ṣ̂ăw, g°č̣′ăġ° zǝxălъăw, 4. Pšʹǝnăž′ māfăr ziʾămǝrǝm! 5. Ŝḥāšʹă tă qǝpfătăṣ̂ǝ, tǝolъăʾ° O ʾăpǝʾăġ° wqǝtfăx°năw! 6. Ġog° zānč̣′ăm O tǝrǝšʹ, 7. Ṣ̂° O zǝfăpṣ̂āġăxăm яġog° nāḥ, g°bž lъăš zǝfăpṣ̂ǝġăxăr zǝtetxăr ārăp, ġošʹāġăxăr zǝtetxări ārăp. | 1. Em nome de Allah, o Inteiramente Misericordioso, o Especialmente Misericordioso! 2. [Todos] os louvores são [devidos] a Allah, Senhor dos mundos, 3. O Totalmente Misericordioso, o Especialmente Misericordioso, 4. Soberano do Dia da Recompensa! 5. É a Você que adoramos e a Você pedimos ajuda! 6. Guie-nos pelo caminho reto, 7. O caminho daqueles a quem Você concedeu favor, não daqueles que conquistaram [Sua] raiva ou daqueles que estão desviados. | ١-بِسْمِ اللَّهِ الرَّحْمَٰنِ الرَّحِيمِ ٢-الْحَمْدُ لِلَّهِ رَبِّ الْعَالَمِينَ ٣-الرَّحْمَٰنِ الرَّحِيمِ ٤-مَالِكِ يَوْمِ الدِّينِ ٥-إِيَّاكَ نَعْبُدُ وَإِيَّاكَ نَسْتَعِينُ ٦-اهْدِنَا الصِّرَاطَ الْمُسْتَقِيمَ ٧-صِرَاطَ الَّذِينَ أَنْعَمْتَ عَلَيْهِمْ غَيْرِ الْمَغْضُوبِ عَلَيْهِمْ وَلَا الضَّالِّينَ |